# جون هندرسون (مؤرخ)
جون هندرسون (بالإنجليزية: John Henderson)‏ هو مؤرخ بريطاني، ولد في 12 يونيو 1949.